# Elleanthus tonduzii
Elleanthus tonduzii är en orkidéart som beskrevs av Rudolf Schlechter. Elleanthus tonduzii ingår i släktet Elleanthus och familjen orkidéer. Inga underarter finns listade i Catalogue of Life.